# Carlo Margottini (F592)
Le Carlo Margottini (numéro de coque F592) est une frégate lance-missiles, deuxième unité de FREMM de la Marina Militare spécialisée dans la lutte anti-sous-marine. Il porte le nom du capitaine de vaisseau, médaille d'or et de bronze de la valeur militaire, Carlo Margottini, tombé le 12 octobre 1940 lors du naufrage du destroyer Artigliere.

### Note et référence
- (it) Cet article est partiellement ou en totalité issu de l’article de Wikipédia en italien intitulé « Carlo Margottini (F 592) » (voir la liste des auteurs).